# Frente de Libertação Gay

Membros da Frente de Libertação Gay (GLF) do Reino Unido, na primeira Parada do Orgulho Gay da Inglaterra, em 1972, em Londres

A Frente de Libertação Gay (em inglês, Gay Liberation Front, ou GLF) foi o nome de diversos grupos de libertação gay, sendo o primeiro formado em Nova Iorque em 1969, logo após os distúrbios de Stonewall. Organizações similares também surgiram no Reino Unido, Austrália e Canadá. A GLF deu voz à comunidade gay recém-saída do armário e radicalizada, além de servir como ponto de encontro para ativistas que, posteriormente, fundaram outros grupos, como a Aliança de Ativistas Gays, a Gay Youth New York e as Street Transvestite Action Revolutionaries (STAR) nos Estados Unidos. No Reino Unido e no Canadá, ativistas também desenvolveram uma plataforma para a libertação gay e realizaram manifestações pelos direitos LGBT. Ativistas dos grupos dos EUA e do Reino Unido fundaram ou participaram de organizações como ACT UP, Lesbian Avengers [en], Queer Nation, Sisters of Perpetual Indulgence [en] e Stonewall.

## Estados Unidos

### Nova Iorque
A Frente de Libertação Gay dos Estados Unidos foi formada após os distúrbios de Stonewall. Esses distúrbios são considerados por muitos o principal catalisador do movimento de libertação gay e da luta moderna pelos direitos LGBTQ nos Estados Unidos.
Em 28 de junho de 1969, em Greenwich Village, Nova Iorque, a polícia de Nova Iorque invadiu o Stonewall Inn, um conhecido bar gay localizado na Christopher Street [en]. As batidas policiais no Stonewall e em outros bares de lésbicas e gays eram prática rotineira na época, com subornos regulares a policiais corruptos e figuras do crime organizado como parte esperada da operação desses estabelecimentos. O Stonewall Inn era composto por dois antigos estábulos de cavalos reformados em um único edifício em 1930. Como todos os bares gays da época, estava sujeito a inúmeras batidas policiais, já que as atividades e confraternizações LGBTQ ainda eram amplamente ilegais. Contudo, dessa vez, quando a polícia começou a prender os frequentadores, os clientes reagiram, jogando moedas e, posteriormente, garrafas e pedras. A multidão de lésbicas e gays também libertou funcionários que haviam sido colocados em vans policiais, e os policiais, em menor número, recuaram para dentro do bar. Logo, a Força de Patrulha Tática (TPF), originalmente treinada para lidar com protestos contra a guerra, foi chamada para controlar a multidão, que agora usava um parquímetro como aríete. Enquanto a força avançava, a multidão não se dispersou, mas se reagrupou atrás da polícia de choque, jogando pedras, gritando "Poder Gay!", dançando e provocando os opositores. Nas noites seguintes, a multidão retornou em números cada vez maiores, distribuindo panfletos e se mobilizando. Em pouco tempo, a palavra "Stonewall" passou a representar a luta por igualdade na comunidade gay. Em comemoração, as paradas do Orgulho Gay são realizadas anualmente no aniversário dos distúrbios.
No início de julho de 1969, em grande parte devido aos distúrbios de Stonewall de junho daquele ano, discussões na comunidade gay levaram à formação da Frente de Libertação Gay. Segundo o acadêmico Henry Abelove, o nome GLF foi escolhido em uma alusão provocativa à Frente de Libertação Nacional da Argélia e à Frente de Libertação Nacional do Vietnã. Em 31 de julho de 1969, o grupo central de ativistas radicais se reuniu novamente no Alternate U, um centro de reuniões e palestras de esquerda na 6ª Avenida com a 14ª Rua. A reunião contou com mais de 40 pessoas, incluindo Martha Shelley [en], Marty Robinson, Bill Katzenberg, Lois Hart, Suzanne BeVier, Ron Ballard, Bob Kohler, Marty Stefan, Mark Giles, Charles Pitts, Pete Wilson, Michael Brown, John O’Brien, Earl Galvin, Dan Smith, Jim Fouratt, Billy Weaver, Jerry Hoose, Leo Martello, entre outros. O uso do espaço no Alternate U foi organizado com Susan Silverman, funcionária do local, que também participou da reunião.
Nessa reunião, foi decidido romper com as organizações gays e lésbicas existentes e formar um novo grupo chamado Frente de Libertação Gay, nome oficialmente apresentado por Martha Shelley. As três palavras do nome tinham significados poderosos: "Gay" representava a nova geração radical e assumida, distinta dos grupos "homófilos" mais discretos; "Libertação" indicava uma agenda ampla e radical, termo usado por movimentos como os das mulheres, vietnamitas, negros e outras lutas por liberdade; "Frente" denotava uma coalizão ampla que unia pessoas lésbicas e gays diversas, independentemente de classe, idade, gênero, raça ou etnia. A reunião autorizou Lois Hart, Michael Brown e Ron Ballard a redigirem uma declaração de propósitos, publicada na edição seguinte do jornal "Rat", um periódico do movimento radical de Nova Iorque. Desde o início, a GLF declarou como objetivos enfrentar todas as formas de sexismo e supremacia masculina, considerados a origem da opressão LGBT, e formar coalizões com outros grupos radicais para criar uma revolução social global.
Em 2 de agosto de 1969, o grupo realizou um protesto na Casa de Detenção Feminina em Greenwich Village e passou a organizar protestos semanais no local.
Uma das primeiras ações da GLF foi organizar uma marcha em 12 de setembro de 1969, protestando contra a cobertura da comunidade gay pelo jornal The Village Voice. Muito antes do termo "interseccionalidade" ser cunhado, a GLF adotou uma plataforma política ampla, denunciando o racismo e apoiando lutas de Terceiro Mundo e o Partido dos Panteras Negras. O grupo assumiu uma postura anticapitalista e criticou a família nuclear e os papéis tradicionais de gênero. Continuando seus protestos contra a representação da comunidade LGBT na mídia, a GLF realizou piquetes nos escritórios da revista Time após a publicação de uma matéria de capa intitulada “The Homosexual in America”.
Come Out! [en], o primeiro periódico publicado pela GLF, foi lançado em novembro de 1969.
Em 1970, várias mulheres da GLF, como Martha Shelley, Lois Hart, Karla Jay e Michela Griffo, formaram as Radicalesbians, uma organização ativista lésbica. Sua primeira manifestação foi no Segundo Congresso para Unir as Mulheres, da Organização Nacional das Mulheres (NOW), protestando contra a exclusão de lésbicas e a falta de apoio a questões lésbicas pela NOW. No mesmo ano, membros da GLF de Nova Iorque, liderados por Mark Segal e Nova, formaram o grupo Gay Youth para pessoas com menos de 21 anos.
Ainda em 1970, o grupo de drag queens da GLF, incluindo Marsha P. Johnson e Sylvia Rivera, formou as Street Transvestite Action Revolutionaries (STAR) durante uma ação da GLF, a Ocupação do Weinstein Hall [en], em protesto contra as políticas da Universidade de Nova Iorque (NYU). A STAR focava em apoiar prisioneiros gays, oferecer moradia para jovens gays sem-teto e pessoas de rua, especialmente outras jovens "rainhas de rua".
Também em 1970, membros negros e latinos da GLF, incluindo o artista gráfico Juan Carlos Vidal e o poeta Néstor Latrónico, formaram a Third World Gay Revolution (T.W.G.R.), que buscava combater a tripla opressão de heterossexismo, racismo e classismo enfrentada por pessoas queer de cor. Um segundo capítulo da T.W.G.R. foi aberto em Chicago pouco depois da formação do grupo original em Nova Iorque.
Em 1970, a GLF, liderada por Gary Alinder, protestou contra a classificação da homossexualidade como transtorno mental pela Associação Americana de Psiquiatria.
Em 2019, em reconhecimento ao papel histórico da GLF de Nova Iorque no movimento LGBTQ pós-Stonewall e sua centralidade na criação da Parada do Orgulho anual, a NYC Pride anunciou que a GLF seria uma das Grandes Marechais da marcha em comemoração ao 50º aniversário dos Distúrbios de Stonewall.

### São Francisco
Em 31 de outubro de 1969, sessenta membros da Frente de Libertação Gay (GLF), do Comitê pela Liberdade Homossexual (CHF) e do grupo Teatro de Guerrilha Gay organizaram um protesto em frente aos escritórios do jornal San Francisco Examiner em resposta a uma série de artigos noticiosos que depreciavam pessoas frequentadoras de bares gays e clubes em São Francisco. O protesto pacífico contra o Examiner tornou-se tumultuado e ficou conhecido como "Sexta-feira da Mão Roxa" e "Sexta-feira Sangrenta da Mão Roxa". Funcionários do Examiner "jogaram um barril de tinta de impressora sobre a multidão a partir do telhado do prédio do jornal", segundo o site glbtq.com. Alguns relatos indicam que foi um barril de tinta despejado do telhado. Os manifestantes "usaram a tinta para escrever slogans nas paredes do prédio" e deixaram impressões de mãos roxas "por todo o centro de São Francisco", resultando em "uma das demonstrações mais visíveis do poder gay", segundo o Bay Area Reporter. De acordo com Larry LittleJohn, então presidente da Sociedade pelos Direitos Individuais, "Naquele momento, a equipe tática chegou – não para deter os funcionários que jogaram a tinta, mas para prender os manifestantes. Alguém poderia ter se machucado se a tinta tivesse atingido os olhos, mas a polícia estava derrubando as pessoas no chão." Relatos de brutalidade policial incluem mulheres sendo jogadas ao chão e dentes de manifestantes sendo arrancados. Inspirados pelos métodos de extorsão da Mão Negra usados por gangsters da Camorra e pela Máfia, alguns ativistas gays e lésbicas tentaram instituir a "mão roxa" como um símbolo de advertência para deter ataques antigays, mas sem grande sucesso. Na Turquia, a organização de direitos LGBT MorEl Eskişehir LGBTT Oluşumu (Formação LGBT da Mão Roxa de Eskişehir) também adota o nome desse símbolo.
Em 1970, o grupo "The U.S. Mission" obteve uma permissão para usar um acampamento na Floresta Nacional de Sequoia [en]. Ao descobrir que o grupo era patrocinado pela GLF, o supervisor da Floresta Nacional de Sequoia cancelou a permissão, e o acampamento foi fechado durante o período.

## Reino Unido
[...] se quisermos transformar nossa sociedade, devemos persuadir outros sobre os méritos de nossas ideias, e não conseguiremos isso se não convencermos aqueles mais afetados pela nossa opressão a se unirem a nós na luta por justiça.

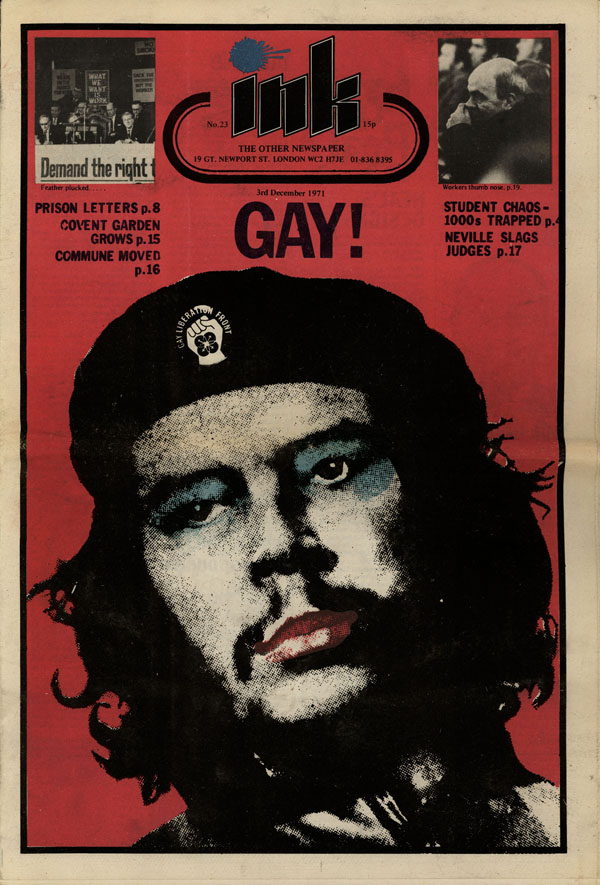
Capa de 1971 da revista Ink produzida pela GLF, Reino Unido

Não pretendemos pedir nada. Pretendemos manter-nos firmes e afirmar nossos direitos básicos. Se isso envolver violência, não seremos nós a iniciá-la, mas aqueles que tentarem impedir nosso caminho para a liberdade.
A Frente de Libertação Gay do Reino Unido existiu entre 1970 e 1973.
Sua primeira reunião ocorreu no porão da Escola de Economia de Londres em 13 de outubro de 1970. Bob Mellors e Aubrey Walter, inspirados pelo impacto da GLF nos Estados Unidos, criaram um movimento paralelo baseado em políticas revolucionárias. O jornal da organização, Come Together, foi lançado no mesmo ano pelo seu Workshop de Mídia.
Em 1971, a GLF do Reino Unido foi reconhecida como um movimento político pela imprensa nacional, realizando reuniões semanais com 200 a 300 pessoas. O Manifesto da GLF foi publicado, e uma série de ações diretas de grande visibilidade foi realizada, como a interrupção do lançamento da campanha de moralidade baseada na igreja, Festival da Luz.
A interrupção da abertura do Festival Nacional da Luz de 1971 foi uma das ações mais bem organizadas da GLF. A primeira reunião do Festival da Luz, organizada por Mary Whitehouse no Salão Central Metodista, foi alvo de protestos. Entre os membros da GLF participantes estavam os "Feministas Radicais", um grupo de homens não conformes com o gênero em roupas de drag, que invadiram o evento e se beijaram espontaneamente; outros soltaram ratos, tocaram cornetas, exibiram faixas, e um grupo vestido como operários obteve acesso ao porão e desligou as luzes.
Na Páscoa de 1972, a conferência anual da Gay Lib foi realizada no prédio do Grêmio de Estudantes da Universidade de Birmingham na Universidade de Birmingham.

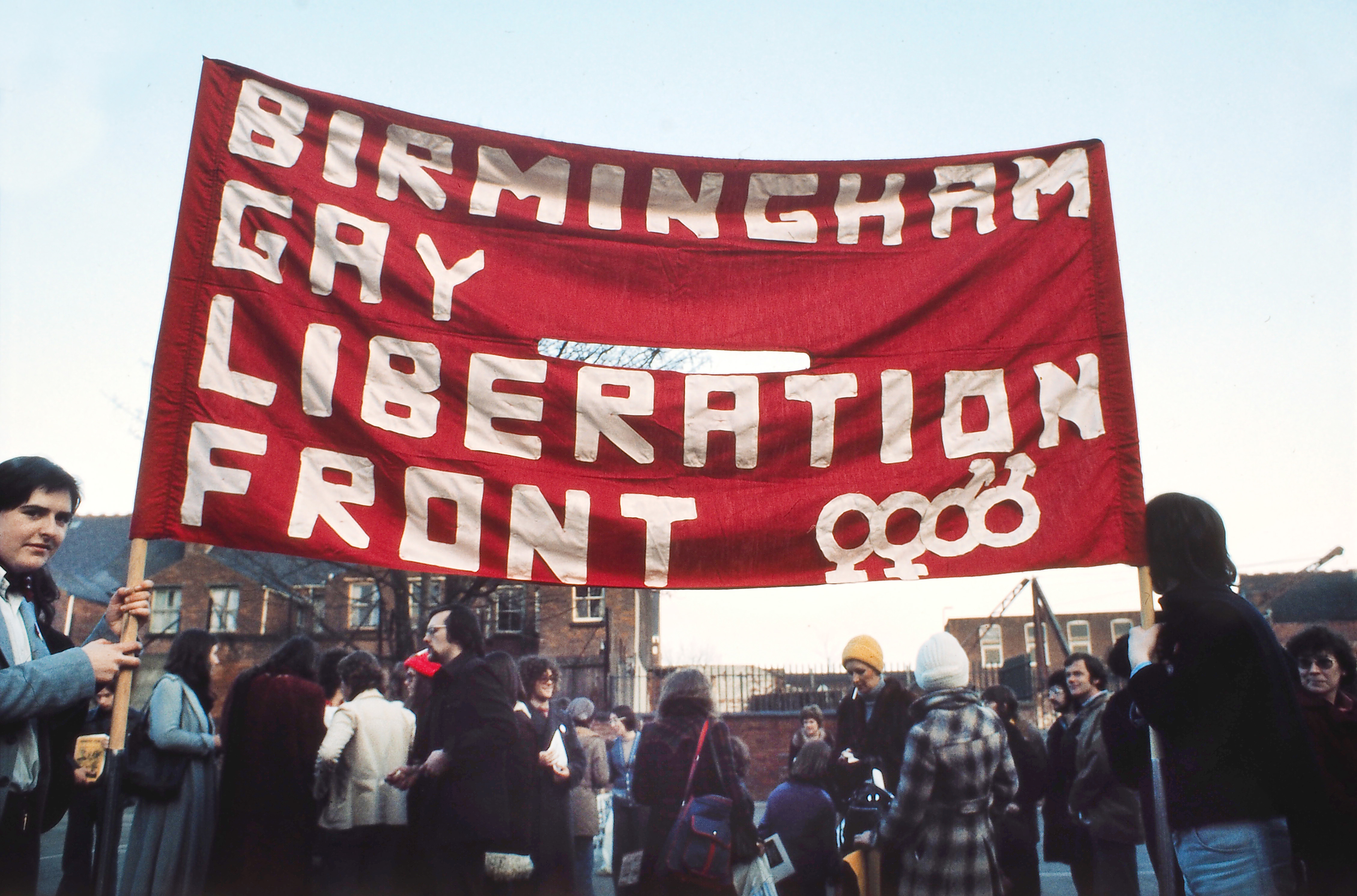
GLF de Birmingham marchando em Kings Heath / Moseley, Birmingham, 1975

Em 1974, desentendimentos internos levaram à fragmentação do movimento. Organizações derivadas incluíram o London Lesbian and Gay Switchboard, o jornal Gay News e a livraria Icebreakers. O Serviço de Informação da GLF continuou por mais alguns anos, fornecendo recursos relacionados à comunidade gay. Filiais da GLF foram estabelecidas em algumas cidades provinciais britânicas (como Birmingham, Bradford, Bristol, Leeds e Leicester), e algumas sobreviveram por mais alguns anos. A Frente de Libertação Gay de Leicester, fundada por Jeff Martin, destacou-se por sua participação na criação da linha de apoio local "Gayline", que ainda está ativa e recebeu financiamento da Loteria Nacional.
Vários membros da GLF, incluindo Peter Tatchell [en], continuaram a campanha além dos anos 1970 com a organização OutRage!, fundada em 1990 e dissolvida em 2011, utilizando táticas semelhantes às da GLF, como protestos performáticos, para atrair significativa atenção da mídia e controvérsia. Nesse ponto, surgiu uma divisão no movimento ativista gay, principalmente devido a diferenças ideológicas. Após isso, diversos grupos, como a Organização pela Aliança Lésbica e Gay (OLGA), Lesbian Avengers, Sisters of Perpetual Indulgence, Dykes And Faggots Together (DAFT), Queer Nation, Stonewall (focada em táticas de lobby) e OutRage!, coexistiram.
Esses grupos foram muito influentes após a pandemia de HIV/AIDS nas décadas de 1980 e 1990 e a violência contra lésbicas e gays que se seguiu.

## Canadá
Os primeiros grupos de libertação gay identificados com o movimento da Frente de Libertação Gay no Canadá surgiram em Montreal, Quebec. O Front de Libération Homosexuel (FLH) foi formado em novembro de 1970, em resposta a um chamado por grupos ativistas organizados na cidade pela publicação Mainmise. Outro fator para a formação do grupo foi a reação policial contra estabelecimentos gays na cidade após a suspensão das liberdades civis [en] pelo primeiro-ministro Pierre Trudeau no outono de 1970. O grupo teve curta duração, sendo dissolvido após mais de quarenta membros serem acusados por não obterem uma licença de venda de bebidas alcoólicas em um dos eventos do grupo em 1972.
Em Vancouver, Colúmbia Britânica, um grupo chamado Frente de Libertação Gay de Vancouver surgiu em 1971, principalmente a partir de reuniões de uma comuna local chamada Pink Cheeks. O grupo recebeu apoio do jornal de tendência esquerdista The Georgia Straight [en] e abriu um centro de atendimento e publicou um boletim informativo. O grupo enfrentou dificuldades para manter um núcleo consistente de membros e sofreu concorrência de outros grupos locais, como a Aliança Canadense de Ativistas Gays (CGAA) e a Aliança Gay pelo Igualdade (GATE), o que levou ao seu fim.

## Dinamarca
Bøssernes Befrielsesfront (BBF; literalmente, Frente de Libertação dos Gays) foi fundada em Copenhague em 1971, com o nome inspirado na Frente de Libertação Gay americana. A BBF opunha-se ao grupo de direitos gays já estabelecido, "Forbundet af 1948", por considerá-lo excessivamente formal. As atividades da BBF incluíam visitas a escolas para educar sobre a experiência de ser gay e ações de desobediência civil contra a lei que proibia homens de dançarem juntos em público, lei que foi revogada em 1973. O grupo reunia-se regularmente no "Bøssehuset" (literalmente, Casa Gay) em Christiania.

## Nova Zelândia
A ativista do libertação das mulheres e maori Ngahuia Te Awekotuku iniciou a fundação da Frente de Libertação Gay de Auckland em março de 1972, ao lado de outros estudantes da Universidade de Auckland, como Nigel Baumber, Ray Waru e outros. Nos meses seguintes, Frentes de Libertação Gay foram estabelecidas em Wellington, Christchurch e Hamilton, com grupos adicionais fundados em Rotorua, Nelson, Taranaki e outros locais entre 1973 e 1977. Os grupos de libertação gay realizaram inúmeros protestos de ação direta, incluindo apresentações de teatro de guerrilha, zaps, interrupções de reuniões de grupos antigays, como a Sociedade para a Promoção dos Padrões Comunitários, e piquetes. O apoio ao bem-estar de gays e a ajuda para que saíssem do armário foram preocupações iniciais do movimento, levando à criação de serviços de aconselhamento, como o Gay-Aid em Wellington e o Gays-An em Christchurch. Uma "Semana Gay" foi realizada de 29 de maio a 3 de junho de 1972, com teatro de guerrilha, um fórum, dança e eventos educativos.
As organizações de libertação gay nem sempre alcançaram esses objetivos; o sexismo e a transfobia no movimento levaram à criação de organizações lésbicas-feministas e trans separadas, como a SHE - Irmãs pela Igualdade Homófila, fundada em Christchurch em setembro de 1973. Os capítulos da Frente de Libertação Gay também colaboraram com grupos como a Hedesthia, uma organização social e política para travestis e transexuais.